# Championnat du Luxembourg de football 1997-1998
Navigation
Saison précédente Saison suivante
La saison 1997-1998 du Championnat du Luxembourg de football est la 84e édition du championnat de première division au Luxembourg. Les douze meilleurs clubs du pays se retrouvent au sein d'une poule unique, la Division Nationale, où ils s'affrontent deux fois, à domicile et à l'extérieur. À l'issue du championnat, les deux derniers du classement sont relégués et remplacés par les deux meilleurs clubs de Promotion d'Honneur, la deuxième division luxembourgeoise.
C'est le club de la Jeunesse d'Esch, triple tenant du titre, qui remporte une nouvelle fois le championnat en terminant en tête du classement final, avec un seul point d'avance sur l'Union Luxembourg et onze sur le CS Grevenmacher (vainqueur de la Coupe du Luxembourg). C'est le 25e titre de champion du Luxembourg de l'histoire de la Jeunesse d'Esch.

## Les 12 clubs participants
| - CA Spora Luxembourg - F91 Dudelange - US Rumelange - Red Boys Differdange - Promu de Promotion d'Honneur - CS Grevenmacher - Sporting Mertzig | - Union Luxembourg - AS La Jeunesse d'Esch - Avenir Beggen - CS Hobscheid - CS Pétange - Promu de Promotion d'Honneur - FC Wiltz 71 |

## Compétition

### Classement
Le barème utilisé pour établir le classement est le suivant :
- Victoire : 3 points
- Match nul : 1 point
- Défaite : 0 point

| Rang | Équipe                   | Pts | J  | G  | N | P  | Bp | Bc | Diff |
| ---- | ------------------------ | --- | -- | -- | - | -- | -- | -- | ---- |
| 1    | Jeunesse d'Esch (T)      | 54  | 22 | 17 | 3 | 2  | 69 | 19 | +50  |
| 2    | Union Luxembourg         | 53  | 22 | 17 | 2 | 3  | 67 | 21 | +46  |
| 3    | CS Grevenmacher (C)      | 43  | 22 | 13 | 4 | 5  | 49 | 23 | +26  |
| 4    | F91 Dudelange            | 36  | 22 | 10 | 6 | 6  | 44 | 32 | +12  |
| 5    | Avenir Beggen            | 35  | 22 | 10 | 5 | 7  | 41 | 35 | +6   |
| 6    | CS Hobscheid             | 31  | 22 | 8  | 7 | 7  | 38 | 35 | +3   |
| 7    | Sporting Mertzig         | 30  | 22 | 8  | 6 | 8  | 44 | 41 | +3   |
| 8    | FC Wiltz 71              | 25  | 22 | 6  | 7 | 9  | 38 | 45 | -7   |
| 9    | CS Pétange (P)           | 20  | 22 | 5  | 5 | 12 | 33 | 53 | -20  |
| 10   | CA Spora Luxembourg      | 19  | 22 | 5  | 4 | 13 | 31 | 55 | -24  |
| 11   | US Rumelange             | 16  | 22 | 4  | 4 | 14 | 25 | 74 | -49  |
| 12   | Red Boys Differdange (P) | 5   | 22 | 0  | 5 | 17 | 15 | 61 | -46  |

|  | Qualification pour la Ligue des champions 1998-1999                                          |
|  | Qualification pour la Coupe des Coupes 1998-1999                                             |
|  | Qualification pour la Coupe UEFA 1998-1999                                                   |
|  | Qualification pour la Coupe Intertoto 1998                                                   |
|  | Relégation directe en Promotion d'Honneur                                                    |
|  | (T) Tenant du titre (C) Vainqueur de la Coupe du Luxembourg (P) : Promu de deuxième division |

## Bilan de la saison
| Championnat du Luxembourg de football 1997-1998 |                             |
| Champion                                        | Jeunesse d'Esch (25e titre) |
| Coupes et trophées                              |                             |
| Vainqueur de la Coupe du Luxembourg 1997-1998   | CS Grevenmacher             |
| Qualifications continentales                    |                             |
| Ligue des champions 1998-1999                   | Jeunesse d'Esch             |
| Coupe des Coupes 1998-1999                      | CS Grevenmacher             |
| Coupe UEFA 1998-1999                            | Union Luxembourg            |
| Coupe Intertoto 1998                            | CS Hobscheid                |
| Promotions et relégations                       |                             |
| Promus en Division Nationale                    | FC Mondercange              |
| Promus en Division Nationale                    | Aris Bonnevoie              |
| Relégués en Promotion d'Honneur                 | US Rumelange                |
| Relégués en Promotion d'Honneur                 | Red Boys Differdange        |